# Sibangea
Sibangea es un género de plantas perteneciente a la familia Putranjivaceae. Comprende tres especies originarias del África tropical.

## Especies deSibangea
- Sibangea arborescens Oliv., Hooker's Icon. Pl. 15: t. 1411 (1883).
- Sibangea pleioneura Radcl.-Sm., Kew Bull. 32: 481 (1978).
- Sibangea similis (Hutch.) Radcl.-Sm., Kew Bull. 32: 481 (1978).